# Мадезімо
Мадезімо (італ. Madesimo) — муніципалітет в Італії, у регіоні Ломбардія, провінція Сондріо.
Мадезімо розташоване на відстані близько 570 км на північний захід від Рима, 110 км на північ від Мілана, 50 км на північний захід від Сондріо.

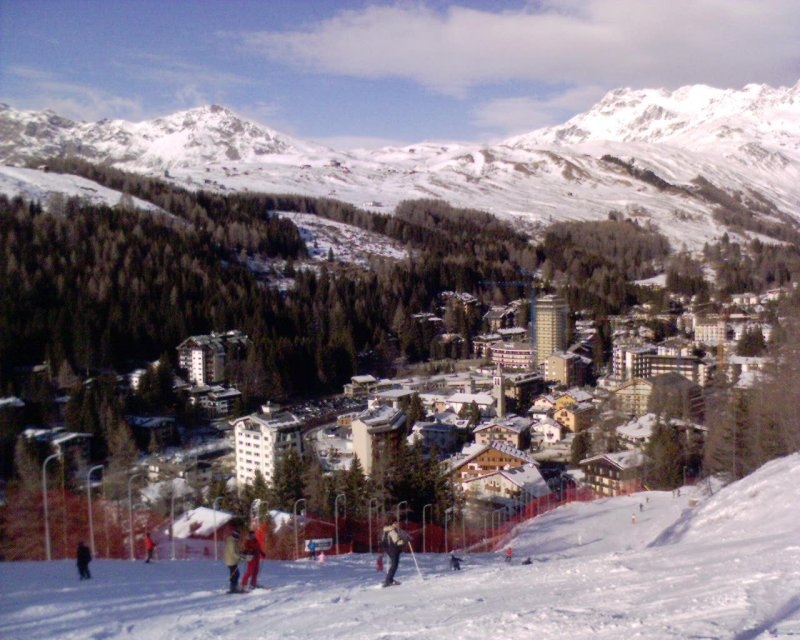

Населення — 543 особи (2014).

## Демографія
Населення за роками:

Станом на 1 січня 2023 року в муніципалітеті офіційно проживали 24 іноземці з 9 країн, серед них 14 громадян країн Євросоюзу та 5 громадян України.

## Сусідні муніципалітети
- Камподольчино
- Іннерферрера
- Мезокко
- Пьюро
- Спльджен
- Суферс